# Letiště Lucemburk
Letiště Lucemburk (IATA: LUX, ICAO: ELLX) je hlavní a jediné mezinárodní letiště v Lucembursku. Dříve neslo název Letiště Lucemburk Findel podle obce Findel, u které leží. Je také jediným letištěm v zemi, které má zpevněnou plochu. Leží asi 6 km na východ od hlavního města a v roce 2015 zde bylo odbaveno 2 687 086 cestujících. Dle množstí nákladní dopravy se letiště v Lucemburku v roce 2010 umístilo v Evropě na 5. a na světě na 28. místě. Sídlí zde také národní letecký dopravce Luxair a nákladní letecká společnost Cargolux.
Na místě dnešního letiště původně leželo "letiště Sandweiler", které bylo otevřeno ve 30. letech a mělo relativně krátkou runway - 1 000 m.